# Wahka I.
Wahka I. war ein altägyptischer „Bürgermeister“ und „Priestervorsteher“, der in Qau el-Kebir (Tjebu, 10. oberägyptischer Gau) bestattet wurde. Er lebte wahrscheinlich unter Amenemhet II.
Zu der Person Wahka I. ist kaum etwas bekannt. Seine Mutter hieß Henu, sein Vater ist nicht sicher bestimmbar. Bemerkenswert ist jedoch vor allem sein großes Grab, das zu den größten privaten Grabanlagen des Mittleren Reiches gehört. Es handelt sich um ein Felsgrab, dessen Kultkapelle aus einer großen Vorhalle, einer Mittelhalle und drei weiteren kleineren Hallen bestand. Teile dieser Räume waren einst mit Relief dekoriert, das jedoch nur noch in Bruchstücken erhalten ist. Im hinteren Teil der Anlage gibt es zwei Grabschächte. Hier stand der dekorierte Sarkophag des Wahka. Die Fassade des Baues ist mit Säulen geschmückt und es gibt einen Aufweg und einen am Fruchtland liegenden Taltempel.